# Tresjuncos
Tresjuncos község Spanyolországban, Cuenca tartományban.  Lakosainak száma 262 fő (2024).

## Népesség
A település népessége az utóbbi években az alábbiak szerint változott:
| Lakosok száma | 493  | 445  | 439  | 406  | 391  | 338  | 332  | 293  | 268  | 262  |
|               | 2001 | 2004 | 2006 | 2009 | 2011 | 2014 | 2016 | 2019 | 2021 | 2024 |